# Deutsche Schwimmmeisterschaften 1970
Die 82. Deutschen Meisterschaften im Schwimmen fanden 1970 in Würselen statt.
| Disziplin           | Männer           | Männer | Männer | Frauen             | Frauen           | Frauen |
| Disziplin           | Name             | Verein | Zeit   | Name               | Verein           | Zeit   |
| ------------------- | ---------------- | ------ | ------ | ------------------ | ---------------- | ------ |
| 100 m Freistil      | Wolfgang Kremer  |        |        | Heidemarie Reineck |                  |        |
| 200 m Freistil      | Werner Lampe     |        |        | Heidemarie Reineck |                  |        |
| 400 m Freistil      | Werner Lampe     |        |        | Ursula Römer       |                  |        |
| 1500 m Freistil     | Werner Lampe     |        |        |                    |                  |        |
| 100 m Brust         | Thomas Aretz     |        |        | Käte Groß          |                  |        |
| 200 m Brust         | Walter Kusch     |        |        | Monika Sobeck      |                  |        |
| 100 m Rücken        | Ralf Beckmann    |        |        | Angelika Kraus     |                  |        |
| 200 m Rücken        | Norbert Verweyen |        |        | Angelika Kraus     |                  |        |
| 100 m Schmetterling | Hans Lampe       |        |        | Heike Nagel        |                  |        |
| 200 m Schmetterling | Folkert Meeuw    |        |        | Helga Mack         |                  |        |
| 200 m Lagen         | Thomas Aretz     |        |        | Annemarie Stelter  | SV Rhenania Köln |        |
| 400 m Lagen         | Michael Holthaus |        |        | Helga Mack         |                  |        |